# Inermestola
Inermestola is een kevergeslacht uit de familie van de boktorren (Cerambycidae). De wetenschappelijke naam van het geslacht werd voor het eerst geldig gepubliceerd in 1942 door Breuning.

## Soorten
Inermestola omvat de volgende soorten:
- Inermestola chiapasensis Galileo & Moysés, 2013
- Inermestola densepunctata Breuning, 1942